# Big Brother and the Holding Company (album)
| Recensione                        | Giudizio        |
| --------------------------------- | --------------- |
| AllMusic                          | [ 4 ]           |
| The New Rolling Stone Album Guide | [ 5 ]           |
| Sputnikmusic                      | 3.8 (Excellent) |
| Piero Scaruffi                    | [ 7 ]           |
| OndaRock                          | [ 8 ]           |

Big Brother and the Holding Company è il primo album in studio del gruppo musicale omonimo, pubblicato nell'agosto del 1967. Cantante del gruppo era Janis Joplin (anch'ella al debutto in studio).

## Tracce
Lato A
1. Bye, Bye Baby – 2:29 (Powell St. John)
2. Easy Rider – 2:24 (James Gurley)
3. Intruder – 2:27 (Janis Joplin)
4. Light Is Faster Than Sound – 2:27 (Peter Albin)
5. Call on Me – 2:27 (Sam Andrew)

Lato B
1. Women Is Losers – 2:00 (Janis Joplin)
2. Blindman – 1:59 (Dave Getz, James Gurley, Janis Joplin, Pete Albin, Sam Andrew)
3. Down on Me – 2:25 (Janis Joplin)
4. Caterpillar – 2:14 (Pete Albin)
5. All Is Loneliness – 2:17 (Moondog (Louis Thomas Hardin))

Edizione LP del 1971, pubblicato dalla Columbia Records (C 30631)
Lato A
1. Bye, Bye Baby – 2:36 (Powell St. John)
2. Easy Rider – 2:22 (James Gurley)
3. Intruder – 2:26 (Janis Joplin)
4. Light Is Faster Than Sound – 2:30 (Peter Albin)
5. Call on Me – 2:33 (Sam Andrew)
6. Coo Coo – 1:56 (Pete Albin)

Lato B
1. Women Is Losers – 2:03 (Janis Joplin)
2. Blindman – 2:03 (Dave Getz, James Gurley, Janis Joplin, Pete Albin, Sam Andrew)
3. Down on Me – 2:03 (Janis Joplin)
4. Caterpillar – 2:16 (Pete Albin)
5. All Is Loneliness – 2:17 (Moondog (Louis Thomas Hardin))
6. The Last Time – 2:13 (Janis Joplin)

Edizione CD del 2007, pubblicato dalla Sony Music Japan International Inc. Records (SICP 1665)
1. Bye, Bye Baby – 2:39 (Powell St. John)
2. Easy Rider – 2:24 (James Gurley)
3. Intruder – 2:30 (Janis Joplin)
4. Light Is Faster Than Sound – 2:33 (Peter Albin)
5. Call on Me – 2:33 (Sam Andrew)
6. Women Is Losers – 2:04 (Janis Joplin)
7. Blindman – 2:24 (Dave Getz, James Gurley, Janis Joplin, Pete Albin, Sam Andrew)
8. Down on Me – 2:06 (Janis Joplin)
9. Caterpillar – 2:19 (Peter Albin)
10. All Is Loneliness – 2:30 (Moondog (Louis Thomas Hardin))
11. Coo Coo – 1:58 (Peter Albin) – Bonus Track - Single
12. The Last Time – 2:16 (Janis Joplin) – Bonus Track - Single
13. Call on Me – 2:41 (Sam Andrew) – Bonus Track - Alternate Take
14. Bye, Bye Baby – 2:40 (Powell St. John) – Bonus Track - Alternate Take

- Brani numero: 1, 3, 5, 6, 13 e 14, registrati il 13 dicembre 1966
- Brani numero: 2, 7, 9, 10 e 11, registrati il 12 dicembre 1966
- Brani numero: 4, 8 e 12, registrati il 14 dicembre 1966[2]

## Musicisti
- Janis Joplin - voce
- James Gurley - chitarra
- Sam Andrew - chitarra
- Pete Albin - basso
- David Getz - batteria[1]